# Coen de Koning (regatista)
Coen de Koning (Hoorn, 5 de abril de 1983) es un deportista neerlandés que compite en vela en la clase Nacra 17. Su hermana Marcelien también compite en vela.
Ganó una medalla de bronce en el Campeonato Mundial de Nacra 17 de 2015 y una medalla de oro en el Campeonato Europeo de Nacra 17 de 2013.

## Palmarés internacional
| \| Campeonato Mundial \| Campeonato Mundial \| Campeonato Mundial \| Campeonato Mundial \| \| Año \| Lugar \| Medalla \| Clase \| \| ------------------ \| ------------------ \| ------------------ \| ------------------ \| \| 2015 \| Aarhus (Dinamarca) \| Medalla de bronce \| Nacra 17 \| \| Campeonato Europeo \| \| \| \| \| Año \| Lugar \| Medalla \| Clase \| \| 2013 \| Dervio (Italia) \| Medalla de oro \| Nacra 17 \| |                    |                   |          |
| Campeonato Mundial |                    |                   |          |
| Año | Lugar              | Medalla           | Clase    |
| 2015 | Aarhus (Dinamarca) | Medalla de bronce | Nacra 17 |
| Campeonato Europeo |                    |                   |          |
| Año | Lugar              | Medalla           | Clase    |
| 2013 | Dervio (Italia)    | Medalla de oro    | Nacra 17 |